# Fresno State Bulldogs football
La squadra di football dei Fresno State Bulldogs rappresenta la Fresno State University. I Bulldogs competono nella Football Bowl Subdivision (FBS) della National Collegiate Athletics Association (NCAA) e nella West Division della Mountain West Conference. La squadra è allenata da Jeff Tedford. Gioca le sue gare interne al Valley Children's Stadium di Fresno, California e le sue rivalità principali sono con i Boise State Broncos, gli Hawaii Raibow Warriors, i San Diego State Aztecs, i San Jose State Spartans, i Nevada Wolf Pack e i Cal Poly Mustangs.
La "V" verde sui caschi, le uniformi e il campo dei Bulldogs simbolizza la Central Valley della California, in particolare la San Joaquin Valley, la valle agricola da cui la squadra attira i suoi tifosi.

## Conference di appartenenza
Durante la sua storia, la squadra dei Bulldogs è stata sia indipendente che membro di diverse conference:
- Independente (1921)
- California Coast Conference (1922–1924)
- Far Western Conference (1925–1940)
- California Collegiate Athletic Association (1939–1950 e 1953–1968)
- Big West Conference (1969–1991) (ex Pacific Coast Athletic Association 1969–1987)
- Western Athletic Conference (1992–2011)
- Mountain West Conference (2012–presente)

## Numeri ritirati
| N. | GIocatore      | Ruolo | Anni      | Anno rit. | Note  |
| -- | -------------- | ----- | --------- | --------- | ----- |
| 4  | Derek Carr     | QB    | 2009–2013 | 2017      | [ 1 ] |
| 8  | David Carr     | QB    | 1997–2001 | 2007      | [ 1 ] |
| 9  | Kevin Sweeney  | QB    | 1983–1986 |           | [ 1 ] |
| 12 | Trent Dilfer   | QB    | 1991–1993 |           | [ 1 ] |
| 14 | Vince Petrucci | K     | 1976–1978 |           | [ 1 ] |
| 15 | Davante Adams  | WR    | 2011–2013 | 2022      | [ 1 ] |
| 21 | Dale Messer    | WR    | 1958–1960 |           | [ 1 ] |
| 22 | Lorenzo Neal   | RB    | 1990–1992 | 2022      | [ 1 ] |
| 83 | Henry Ellard   | WR    | 1979–1982 |           | [ 1 ] |